# 烏迪納 (伊利諾伊州)
烏迪納（英語：Udina）是位於美國伊利諾伊州凱恩縣的一個非建制地區。該地的面積和人口皆未知。

## 地理
烏迪納的座標為42°02′36″N 88°22′34″W / 42.04333°N 88.37611°W，而該地的平均海拔高度為275米（即902英尺）。